# 낭충봉아부패병
낭충봉아부패병은 서양종꿀벌에서 흔하게 발병하는 바이러스성 질병이며 동양종꿀벌에서 발병하는 토종벌낭충봉아부패병의 원인체는 중국낭충봉아부패병 바이러스(Chinese Sacbrood Virus)이며 태국낭충봉아부패병 바이러스(Thai Sacbrood Virus)로도 부른다.

## 증상
낭충봉아부패병은 꿀벌의 유충에서 발생하는 바이러스성 질병으로 감염초기에는 백색에서 회황색으로 변하고 병세가 진행됨에 따라 머리부터 갈색 또는 회갈색으로 변하며 마지막으로 암갈색으로 변해 차차 건조, 폐사까지 이르는 병이다. 이 병은 폐사한 유충이 마치 물주머니와 같이 부패해가기 때문에 ‘낭충봉아부패병’이라는 이름이 붙었다.
바이러스 병원체가 애벌레 체내로 증식하여, 번데기로 발육하기 전에 죽게 하는데 보통 한 마리당 1,000만개이상의 바이러스 입자로 피해증세가 나타난다. 그러나 애벌레가 없는 상태가 되면 바이러스가 증식할 수 없고 건조한 환경에 노출되면 급속도로 활성을 잃게 된다.

## 원인체
낭충봉아부패병의 원인체는 Picoronaviridae의 각종 Sacbrood virus들로 ssRNA virus이다.
양봉에 낭충봉아부패병을 일으키는 바이러스와 토종벌에 토종벌낭충봉아부패병을 일으키는 바이러스는 다르다. Sacbrood virus는 양봉에만 낭충봉아부패병을 일으키고 Chinese Sacbrood virus는 토종벌에만 토종벌낭충봉아부패병을 일으킨다.

## 감염경로
이 병의 전염경로에 대해서는 아직 명확하게 밝혀져 있지는 않다.
다만, 꽃을 통해 벌통 간에 전파되는 것이 거의 확실해 보인다.
바이러스에 오염된 벌기구, 벌자재, 도봉, 벌쏠림, 관리자 등을 통해서도 확산될 수 있지만 벌들의 일상적이고 정상적인 활동 중 감염 봉군에서 미감염 봉군으로의 확산 과정과 봉군 내에서의 확산 과정은 다음과 같다.
1. 감염된 밖일벌이 꽃에서 꽃가루/꽃꿀을 수집하는 과정에서 꽃에 바이러스를 묻혀둔다. 일부는 바이러스를 묻힌 꽃가루/꽃꿀을 벌통으로 가져간다.
2. 미감염 봉군의 미감염 밖일벌이 1의 꽃에서 바이러스가 포함된 꽃가루/꽃꿀을 수집해간다. 이 과정에서 미감염 밖일벌이 감염될 수도 있다.
3. 벌통속에 들여온 바이러스가 포함된 꽃가루/꽃꿀을 안일벌과 애벌레가 먹는다.
4. 바이러스를 먹은 안일벌과 애벌레의 몸 속에서 바이러스가 증식하여 그 수가 엄청나게 는다.
5. 감염된 애벌레는 죽는다. 감염된 안일벌의 분비물 먹이를 먹은 애벌레가 감염돼 죽는다(분비물 먹이에 바이러스가 섞여나옴).
6. 이 질병으로 죽은 애벌레 사체를 내다버리는 안일벌이 감염된다. 감염된 안일벌은 당분간 안일을 더 하면서 애벌레를 감염시키거나 밖일벌로 전환된다. 밖일벌로 전환되면 1로 순환한다.

종합해보면, 벌통 안과 밖이 맞물린 바이러스의 확대 재생산 과정이다.

## 아시아 국가의 발생 현황
대한민국에서는 2009년에 토종벌(재래꿀벌;Apis cerana)에서 중국낭충봉아부패병 바이러스(Chinese Sacbrood Virus;CSBV)가 보고되었다. 이 바이러스는 아시아 대륙에 토착하여 오랜 세월을 재래꿀벌과 함께 진화해온 것으로 보인다. 태국에서는 1981년에 발견된 이래 인도, 파키스탄, 네팔 그리고 재래꿀벌이 분포하는 거의 모든 아시아 국가에서 재래꿀벌과 함께 발견되고 있다. 안일벌[nurse bee; 젖(로열젤리)을 주거나 먹이(꿀과 화분)를 먹여주는 모든 육아활동을 담당]의  분비선에서 나오는 분비물을  통해 유충에게 감염된다고 보고된 바 있다. 우리나라에서는 2009년 봄부터 발생하기 시작하여 전국적으로 확산되어 2010년 9월 현재 약 90%의 토종벌이 폐사한 것으로 추정된다. 이 전염병이 도착한 벌터에서는 약 한 달 안에 모든 봉군이 감염되며 약 두 달이면 모두 폐사된다. 바이러스가 벌터에 도착하지 않아야 봉군이 살아남을 수 있으며 일단 바이러스가 도착했다면 현재로서는 예방과 치료가 불가능한 실정이다. 확산방지를 위해서는 반경 6킬로미터 안의 모든 토종벌을 살처분해야 할 것으로 보인다.

## 2010년도 피해규모
- 한국토봉(토종벌)협회에 따르면 충청·전라·강원지역의 2만5000여 토종벌 사육농가에서 5만5000여 통의 토종벌이 이 병에 감염, 폐사가 진행되고 있다. 국립수의과학검역원에서도 전북 남원·순창·임실지역 3개 농가에 대한 조사 결과 감염이 심한 농가의 경우 봉군의 70%이상이 이 병에 감염된 것으로 확인됐다.[2]
- 농민신문은 강원·충북·전남·전북·경남 등 39.9%(7월 말 기준)의 토종벌 농가가 피해를 입은 것으로 보도했다.[3]
- 농림수산식품부 집계에 따르면 낭충봉아부패병으로 올들어 전체 41만8000군의 39.9%인 16만6649군에서 토종벌이 폐사하거나 감염됐다. 1군은 벌통 하나로 대략 1만마리의 벌이 산다. 지난해 5월 강원도에서 처음 발병된 이병은 올해 충남·북과 경남을 거쳐 전남·북까지 확산됐다. 이미 강원도에서는 토종벌의 절반이 피해를 입었다. 생산량 급감으로 토종꿀 가격이 크게 상승하는 것은 물론 벌이 사라진 지역은 예전처럼 자연 수정이 어려워져 과수 및 화훼 농가에 2차 피해가 우려된다.[4]

## 치료 및 예방대책
- 농림수산식품부는 이 질병에 대한 치료제 및 예방약은 현재까지 없으며 철저한 사양관리를 통한 예방만이 최선이라고 설명했다. 우선 감염봉군은 철저히 격리하여 소각처리 해야 하고 더 이상 감염원으로 작용하지 않도록 한다. 건강봉군에 대해서는 질병확산 방지를 위해 건강봉군들 주변과 벌통 바깥 및 봉기구들에 삼종염계열의 소독약을 매일 뿌리고, 꿀벌에게 사료용 비타민, 미네랄 합제, 프로폴리스 등을 설탕물이나 꿀물에 타서 벌에게 직접 분무하여 영양을 충분히 급여해준다. 그리고 세균의 2차 감염 방지를 위해 사료용 항생제 테라마이신(옥시테트라싸이클린) 등을 소문에 뿌려 준다. 일부 양봉 농가들은 쑥 발효액을 예방용 소독약 및 치료용 사양액으로 사용하여 효과를 보았다는 예가 있다.[5]
- 전남 여수에서 산양삼을 재배하는 ㈔한국산양삼재배자협회 중앙회 정형범(53) 이사는 19일 "낭충봉아부패병에 걸린 벌통에 산양삼의 사포닌 추출물을 먹이로 줬더니 병이 사라졌다"고 말했다. 그런데 우연히 산양삼에서 추출한 사포닌과 물, 설탕을 적절히 배합해 장마철 먹이가 없을 때 벌통 내에 설치하는 먹이통(소지)에 이를 놓아두었더니 이후 더 이상 죽어나가는 애벌레가 없었다는 것이다. 그는 "배합물을 마신 벌들이 어지럼증을 나타내며 땅에 떨어지더니 한두 시간 후 다시 공중을 활발히 날아다녔다"며 실험 결과를 설명했다. 사포닌을 투여한 벌통에서는 꿀이 정상적으로 생산됐다. 사포닌은 콩과 인삼 등에 많이 함유돼 있으며 항염증 작용, 노화 억제 작용에 효과가 탁월한 것으로 알려져 있다.그는 혹시나 해 지난 10일에는 전북 장수지역에서 가져온 실험용 벌통 근처에 바이러스에 감염된 벌통을 일부러 가져다 놓았지만, 전혀 이상 징후를 보이지 않은 것을 확인했다. 정 이사는 특히 이번 낭충봉아부패병이 장마철 먹이 부족에 따른 영양 결핍 때문에 발생한 것으로 판단했다. 일벌들이 먹잇감이 없어 굶주리게 되자 생존 본능에 따라 밀랍(벌집) 안에 애벌레를 떨어뜨려 죽인다는 것이다. 인위적으로 영양분을 줘 키우는 양봉(서양 벌) 보다 자연 상태에서 키우는 토종벌에 이런 폐사 현상이 더 많이 나타나는 것도 영양 결핍과 관련이 있다는 것이다.[6]
- 이런저런 예방법 및 치료법이 떠돌고는 있으나 그에 따라 해본 결과 제대로 되었다는 보고는 2010년 9월 현재까지 없다.
- 국립수의과학검역원은 '낭충봉아부패병'에 대한 치료약제 평가시스템을 세계 최초로 개발했다고 밝혔다.[7]

## 개량벌통을 이용한 봉군관리
개량벌통은 통풍이 잘되고 내부관찰이 쉬워 초기 관찰이 가능하며 벌집이동과 여왕벌 격리가 쉽다. 낭충봉아부패병 감염이 확인된 상황에서는 증식원인 애벌레를 제거하는 일이 중요하며 꿀벌의 면역력을 높이기 위해 단백질원인 화분떡을 지속적으로 공급하고, 감염되지 않은 봉군에서 여왕벌을 양성하여 여왕벌을 교체하는 것이 피해방지를 위한 중요한 예방법이다.

## 방역지침
- 감염 봉군은 철저히 격리하여 소각한다.
  - 감염봉군을 소각하지 않으면 지속적으로 감염원으로 작용하여 전염되기 때문에 감염봉군은 반드시 소독 소각처리 해야 한다. 또한 낭충봉아부패병에 오염된 주변 환경에 대하여 다른 농가로의 전염을 방지하기 위하여 농장을 철저히 소독해야 한다.
  - 낭충봉아부패병에 감염이 의심되는 벌을 발견할 경우 즉시 가축방역기관에 신고하고, 전염방지를 위하여 봉군 이동을 통제하여야 합니다. 낭충봉아부패병은 꿀벌 애벌레에 감염되는 바이러스 질병으로 세계적으로 아직 치료제 및 예방약이 개발되어 있지 않다.
- 건강봉군에 대해서는 질병확산 방지를 위하여 예방적 조치가 필요하다.
  - 건강봉군들 주변 환경과 봉기구들에 구제역소독약으로 사용되는 삼종염 계열, 구연산제제 등 바이러스를 죽이는 소독약을 매일 뿌려야 한다.소독제 사용 시 꿀에 오염되지 않도록 주의해야 한다.
  - 꿀벌에게 영양제를 충분히 급여해야 한다. 꿀벌에게 깨끗하고 미지근한(약 37도) 1% 소금물(소금 10그램에 1리터 깨끗한 물)을 벌통 가까운 곳에 매일 공급해야 한다. 사료첨가용 비타민, 미네랄 합제를 구입하여 설탕물이나 꿀물에 타서 벌에게 직접분무 한다. 화분 떡을 충분히 공급한다. 프로폴리스(양봉원에서 구입가능)를 설탕물이나 꿀물에 타서 벌에게 직접 분무한다.
  - 일단 마을에 이 전염병이 도착하면 개별 봉군의 감염 예방은 거의 불가능하다. 봉군의 이동을 막고 초기에 반경 6 킬로미터 안의 모든 토종벌을 살처분해야 인접지역으로의 확산을 막을 수 있다.

## 같이 보기
- 토종벌낭충봉아부패병